# انجمن باخ
انجمن باخ (انگلیسی: Bach Society) یک سازمان و انجمن موسیقی بود که مابین سال‌های ۱۸۴۹ تا ۱۹۷۰ در لندن فعالیت داشت. اهداف اولیه آن، همان‌طور که در اساسنامهٔ آن ذکر شده‌است، (۱) جمع‌آوری آثار یوهان سباستین باخ، چه چاپ‌شده و چه به صورت دست‌نوشت و خطی، و همه آثار مربوط به او، خاندان یا موسیقی وی و (۲) پیشبرد و ارتقاء یک آشنایی همگانی با موسیقی باخ و اجرای آثارش برای عموم مردم.
بنیان‌گذار و رئیس این انجمن ویلیام استرندیل بنت و جورج توماس اسمارت یکی از اعضای اصلی آن بود. این انجمن ۲۱ مارس ۱۸۷۰ منحل شد و کتابخانه و آثار موسیقی آن به آکادمی سلطنتی موسیقی داده شد. خانوادهٔ استرندیل بنت در سال ۱۹۸۴ مدارک هیئت رئیسه آنرا به کالج سلطنتی موسیقی لندن اهدا کردند.
این انجمن در ۶ آوریل ۱۸۵۴، نخستین اجرا از انجیل به روایت متی را در انگلستان ارائه کردند که شارلوت سینتون-دالبی یکی از تک‌خوانان اصلی آن بود.